# Salvador Ximenes Soares
Salvador Ximenes Soares ist ein osttimoresischer Journalist und Politiker, der während der indonesischen Besatzungszeit auch in Indonesien politische Ämter innehatte.
Im Zivilberuf war Soares Chefredakteur der osttimoresischen Zeitung Suara Timor Timur (STT), erhielt aber einen Sitz in der Beratenden Volksversammlung Indonesiens (DPR) für die Regierungspartei Golkar. Diesen musste er aber 1999 auf Druck des indonesischen Militärs aufgeben. Soares galt als moderat und als Unterstützer des indonesischen Gouverneurs von Osttimor, José Abílio Osório Soares, den das Militär für zu weich hielt. Osttimors Golkar-Chef Armindo Soares Mariano berief Salvador Ximenes Soares als „illoyal gegenüber Golkar“ ab.
In der Barisan Rakyat Timor Timur (BRTT) wurde Salvador Ximenes Soares daraufhin unter Francisco Lopes da Cruz Generalsekretär. Die BRTT wurde im Juni 1999 mit Forum Persatuan Demokrasi dan Keadilan (FPDK, deutsch Forum für Einheit, Demokratie und Gerechtigkeit) zur Vereinigte Front für Osttimor (UNIF) vereinigt, als Dachorganisation der pro-indonesischen Milizen. Nach dem Abzug der Indonesier aus Osttimor und der letzten Gewaltwelle durch indonesische Sicherheitskräfte und den Milizen kehrte Soares in seine Heimat zurück. Er erklärte, Unabhängigkeitsführer Xanana Gusmão hätte ihn persönlich eingeladen.
Von 1999 bis 2000 war er Mitglied des National Consultative Councils, dem Übergangsparlament unter der damaligen UN-Verwaltung und von 2000 bis 2001 von dessen Nachfolger, dem National Council. Soares vertrat die ehemaligen Befürworter einer Autonomielösung für Osttimor innerhalb des indonesischen Staates. Die Bevölkerung Osttimors hatte sich aber im Unabhängigkeitsreferendum am 30. August 1999 für die Unabhängigkeit entschieden.
Soares ist nun Herausgeber der Zeitung Suara Timor Lorosa’e (STL), die er 2000 aus der ehemaligen STT wiederbelebte. 2003 war er auch noch Chefredakteur der STL.

## Familie
Die Familie von Soares gilt als einflussreich. Soares ist der ältere Bruder des Politikers João Mariano Saldanha. Estanislau de Sousa Saldanha ist der ehemalige Rektor des Dili Institute of Technology.